# Finał Pucharu Polski w piłce nożnej 1964
Finał Pucharu Polski w piłce nożnej 1964 – mecz piłkarski kończący rozgrywki Pucharu Polski 1963/1964 oraz mający na celu wyłonienie triumfatora tych rozgrywek, który został rozegrany 1 maja 1964 roku na Stadion Dziesięciolecia w Warszawie, pomiędzy Legią Warszawa a Polonią Bytom. Trofeum po raz 3. wywalczyła Legia Warszawa, która uzyskała tym samym prawo gry w Pucharze Zdobywców Pucharów 1964/1965.

## Droga do finału
| Legia Warszawa | Legia Warszawa    | Legia Warszawa | Runda       | Polonia Bytom | Polonia Bytom | Polonia Bytom |
| Data           | Przeciwnik        | Wynik          | Runda       | Data          | Przeciwnik    | Wynik         |
| -------------- | ----------------- | -------------- | ----------- | ------------- | ------------- | ------------- |
| 17.11.1963     | Polonia Głubczyce | 11:1           | 1/16 finału | 17.11.1963    | Motor Lublin  | 3:1           |
| 24.11.1963     | Mazur Karczew     | 5:0            | 1/8 finału  | 01.12.1963    | Stal Mielec   | 1:0 pd.       |
| 08.03.1964     | Szombierki Bytom  | 2:0            | Ćwierćfinał | 08.03.1964    | Wisła Kraków  | 2:1           |
| 29.03.1964     | Pogoń Szczecin    | 1:0            | Półfinał    | 15.04.1964    | GKS Katowice  | 5:2 pd.       |

## Tło
W finale rozgrywek zmierzyli się ze sobą czołowe drużyny I ligi: Legia Warszawa i Polonia Bytom, dla których triumf w rozgrywkach był pierwszą szansą na występ w europejskich pucharach.

## Mecz

### Przebieg meczu
Mecz odbył się 1 maja 1964 roku, w Święto Pracy o godz. 17:00 na Stadionie Dziesięciolecia w Warszawie. Sędzia głównym spotkania był Antoni Gorączniak. Pierwszego gola meczu zdobył w 38. minucie napastnik drużyny Wojskowych Henryk Apostel, a tuż przed końcem regulaminowego czasu gry, w 88. minucie na 1:1 wyrównał zawodnik drużyny Niebiesko-Czerwonych Jan Banaś.
Po regulaminowym czasie gry był wynik 1:1, konieczna była dogrywka, w której w 118. minucie Henryk Apostel pokonał bramkarza drużyny przeciwnej Edwarda Szymkowiaka, ustalając tym samym wynik meczu na 2:1 dla Legii Warszawa.

### Szczegóły meczu
| 1 maja 1964 17:00 | Legia Warszawa · Apostel 38', 118' | 2:1 (Dogrywka)1:0Raport | Polonia Bytom · 88' Banaś | Stadion Dziesięciolecia, Warszawa Widzów: 25 000 Sędzia: Antoni Gorączniak (Poznań) |
|                   |                                    |                         |                           |                                                                                     |

| LEGIA WARSZAWA |  |                      |
|                |  |                      |
| BR             |  | Stanisław Fołtyn     |
| OB             |  | Antoni Trzaskowski   |
| OB             |  | Jacek Gmoch          |
| OB             |  | Horst Mahseli        |
| OB             |  | Antoni Piechniczek   |
| PO             |  | Lucjan Brychczy      |
| PO             |  | Joachim Krajczy      |
| PO             |  | Janusz Żmijewski     |
| NA             |  | Wiesław Korzeniowski |
| NA             |  | Hubert Kulanek       |
| NA             |  | Henryk Apostel       |
| Trener:        |  |                      |
| Virgil Popescu |  |                      |

| POLONIA BYTOM |  |                     |
|               |  |                     |
| BR            |  | Edward Szymkowiak   |
| OB            |  | Józef Dymarczyk     |
| OB            |  | Walter Winkler      |
| OB            |  | Paweł Orzechowski   |
| OB            |  | Józef Wieczorek     |
| PO            |  | Ryszard Grzegorczyk |
| PO            |  | Gerard Lukoszczyk   |
| PO            |  | Jan Banaś           |
| NA            |  | Norbert Pogrzeba    |
| NA            |  | Jerzy Jóźwiak       |
| NA            |  | Jan Liberda         |
| Trener:       |  |                     |
| Michał Matyas |  |                     |

| Puchar Polski w piłce nożnej 1963/1964 Zwycięzcy |
| ------------------------------------------------ |
| Legia Warszawa 3. Tytuł                          |